# جورج روزين
جورج روزين (بالإنجليزية: George Rosen)‏ هو طبيب ومؤرخ أمريكي، ولد في 1910 في بروكلين في الولايات المتحدة، وتوفي في 1977.